# 比勒 (下莱茵省)
比勒（法語：Buhl，法語發音：[byl]；南法兰克语：Bihl）是法国下莱茵省的一个市镇，属于阿格诺-维桑堡区。

## 地理
比勒（48°55'2"N, 8°0'24"E）面积4.4 平方千米，位于法国大東部大區下莱茵省，该省份为法国大陆部分最东部的省份，是阿尔萨斯的一部分，今与上莱茵省组成了阿尔萨斯欧洲集体，其南至上莱茵省，西南接孚日省和默尔特-摩泽尔省，西接摩泽尔省，北与德国接壤。
与比勒接壤的市镇（或旧市镇、城区）包括：克勒特维莱尔、阿滕、涅代尔罗埃代尔恩、斯坦德维莱、特里姆巴克。
比勒的时区为UTC+01:00、UTC+02:00（夏令时）。

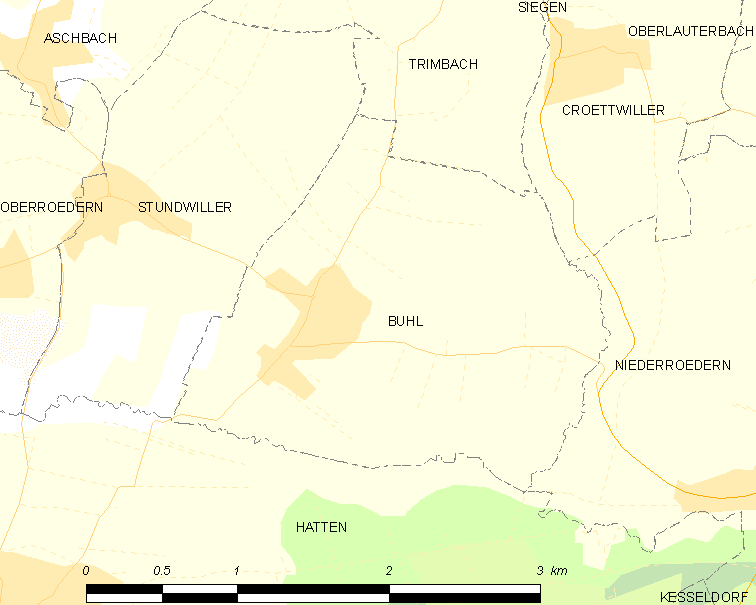
比勒的OSM定位图

## 行政
比勒的邮政编码为67470，INSEE市镇编码为67069。

## 政治
比勒所属的省级选区为维桑堡县。

## 人口

1962-2008年间比勒人口变化图示

比勒于2022年1月1日时的人口数量为508人。